# Luchthaven Antalya
Luchthaven Antalya (Turks: Antalya Havalimanı) is een vliegveld in Turkije. Het ligt 10 kilometer ten oosten van het centrum van de stad Antalya. Het vliegveld is groot en modern. Het heeft aparte terminals voor internationale en binnenlandse vluchten.

## Codes
- IATA: AYT
- ICAO: LTAI

## Geschiedenis
De Internationale Terminal 1 werd gebouwd in 1996, door Bayindir Holding. Op 1 april 1998 werd de Terminal geopend en kon er gebruik van gemaakt worden. In 1999 tekenden Fraport AG en Bayindir Holding een contract. Terminal 1 zou worden gerund door Fraport AG. Nu is er nog een Internationale Terminal, Terminal 2, gebouwd. Deze wordt gerund door de Çelebi groep.

## Banen
Het vliegveld beschikt over de volgende banen:
- Twee betonnen banen van ieder 3400 meter lang;
- Één baan van asfalt van 2990 meter lang.

## Galerij

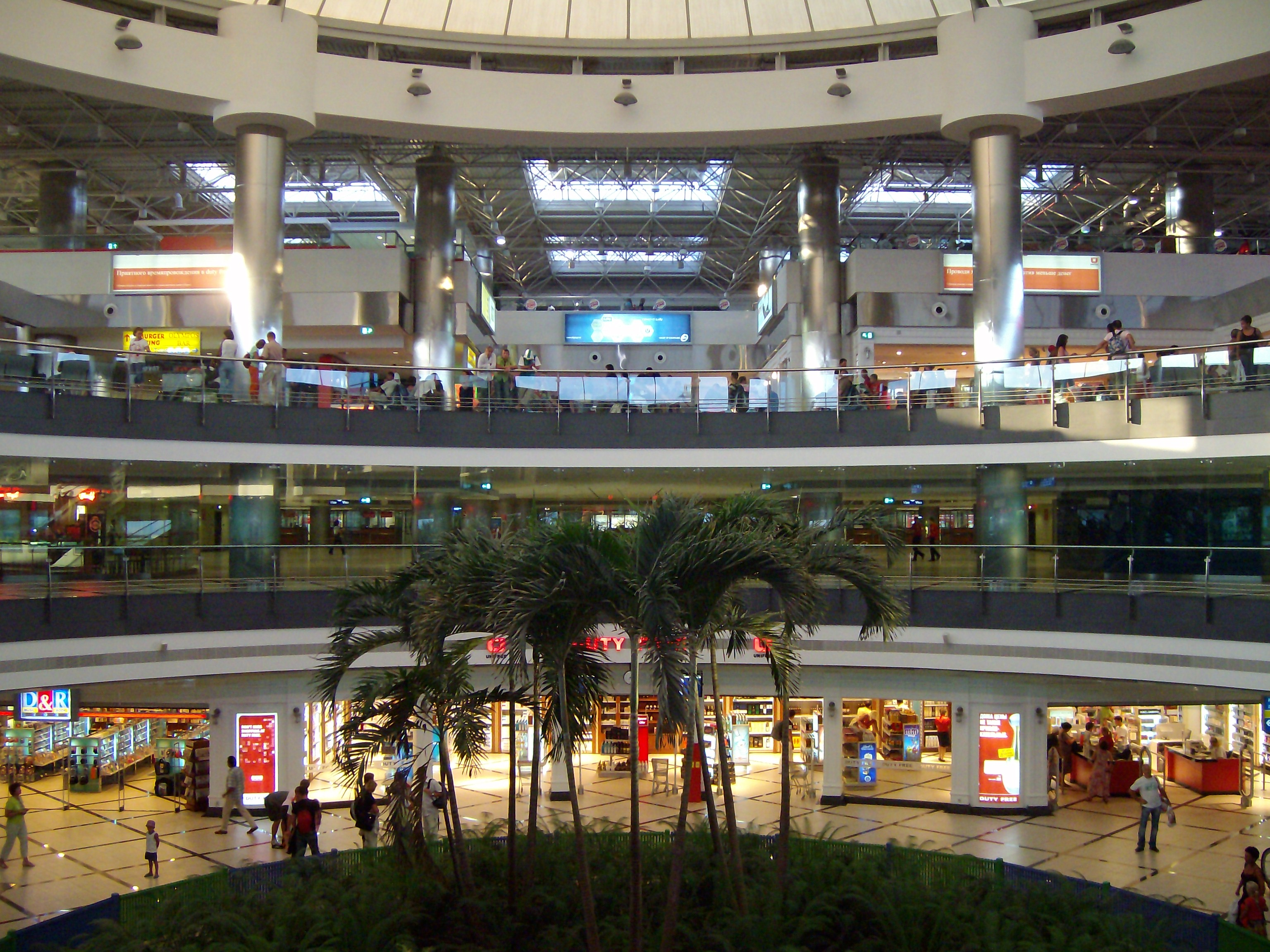
Antalya airport terminal 2
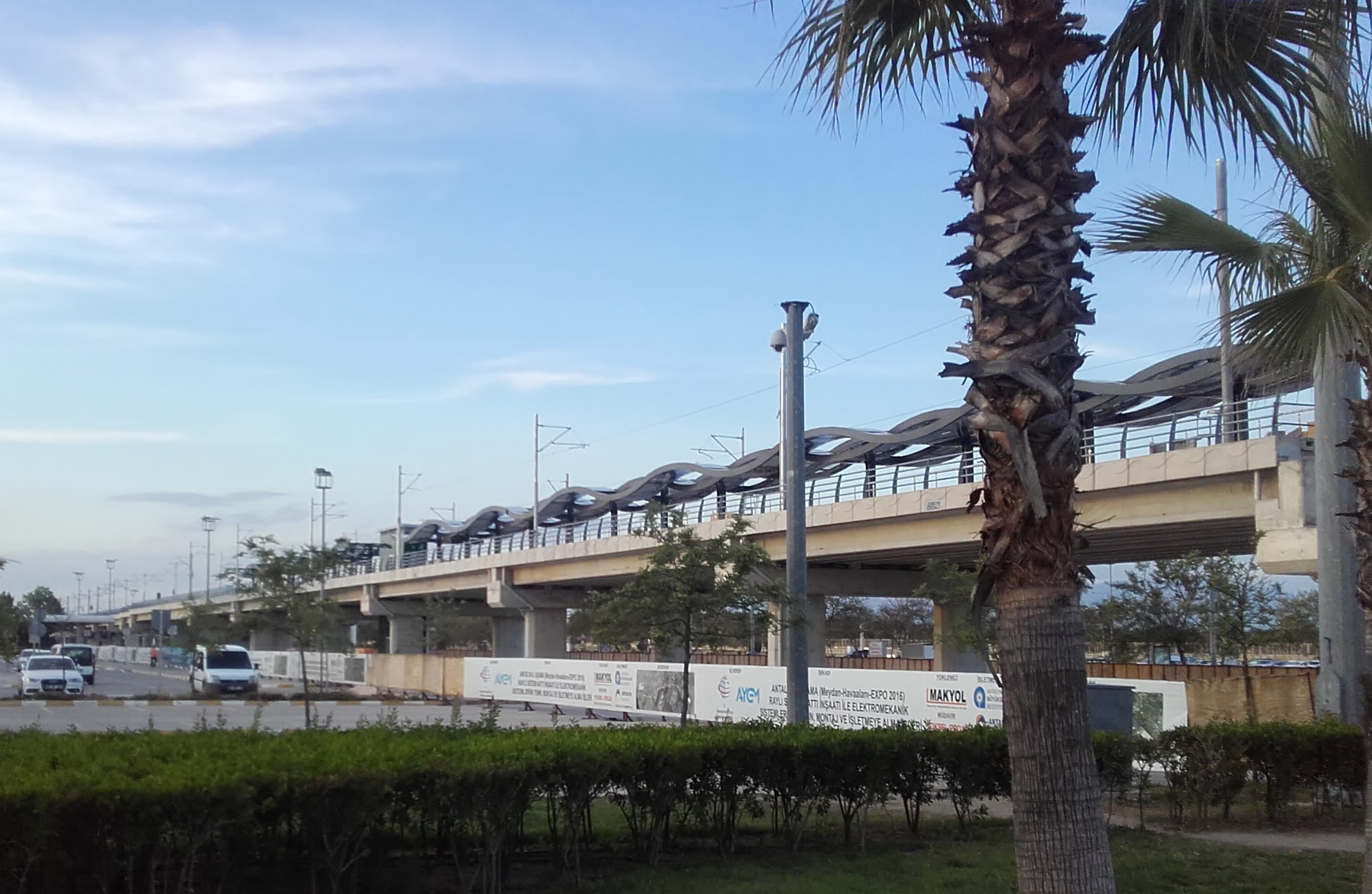
Semimetrostation Havalimanı

Internationale vliegvelden: Luchthaven Adana Sakirpasa · Luchthaven Ankara Esenboga · Luchthaven Antalya · Luchthaven Bodrum Milas · Luchthaven Dalaman · Luchthaven İzmir Adnan Menderes · Luchthaven Istanbul Atatürk · Luchthaven Istanbul Sabiha Gökçen · Istanbul Airport · Luchthaven Kayseri Erkilet · Luchthaven Trabzon
Regionale vliegvelden: Luchthaven Adıyaman · Luchthaven Afyon · Luchthaven Ağrı · Luchthaven Balıkesir · Luchthaven Bandirma · Luchthaven Batman · Luchthaven Çanakkale · Luchthaven Cardak · Luchthaven Carsamba · Luchthaven Corlu · Luchthaven Diyarbakır · Luchthaven Edremit Korfez · Luchthaven Erhac · Luchthaven Elazığ · Luchthaven Erzincan · Luchthaven Erzurum · Luchthaven Eskişehir · Luchthaven Kahramanmaraş · Luchthaven Kapadokya · Luchthaven Kars · Luchthaven Kastamonu · Luchthaven Konya · Luchthaven Mardin · Luchthaven Merzifon · Luchthaven Muş · Luchthaven Oguzeli · Luchthaven Şanlıurfa · Luchthaven Siirt · Luchthaven Sinop · Luchthaven Sivas Nuri Demirağ · Luchthaven Suleyman Demirel · Luchthaven Tokat · Luchthaven Uşak · Luchthaven Van Ferit Melen · Luchthaven Yenisehir